# Peter Seeberg
Peter Ejnar Lauritzen Seeberg (ur. 22 czerwca 1925 – zm. 8 stycznia 1999) – duński prozaik, absolwent Uniwersytetu Kopenhaskiego. Laureat literackiej nagrody Rady Nordyckiej (1983) za Om fjorten dage. Głównym motywem jego twórczości było uwikłanie człowieka w problemy dnia codziennego.

## Twórczość wybrana
- Ptaki niebieski (1957, polskie wyd. 1972)
- Poszukiwanie (zbiór opowiadań 1962, polskie wyd. 1973)
- Pasterze (1970, polskie wyd. 1973)